# Narrenkappe

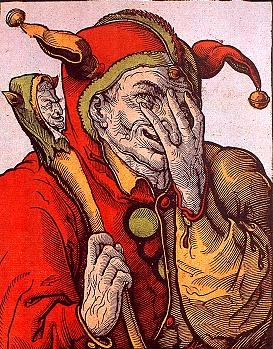
Narr mit Kappe und Marotte, Holzschnitt von Heinrich Vogtherr dem Jüngeren, um 1540

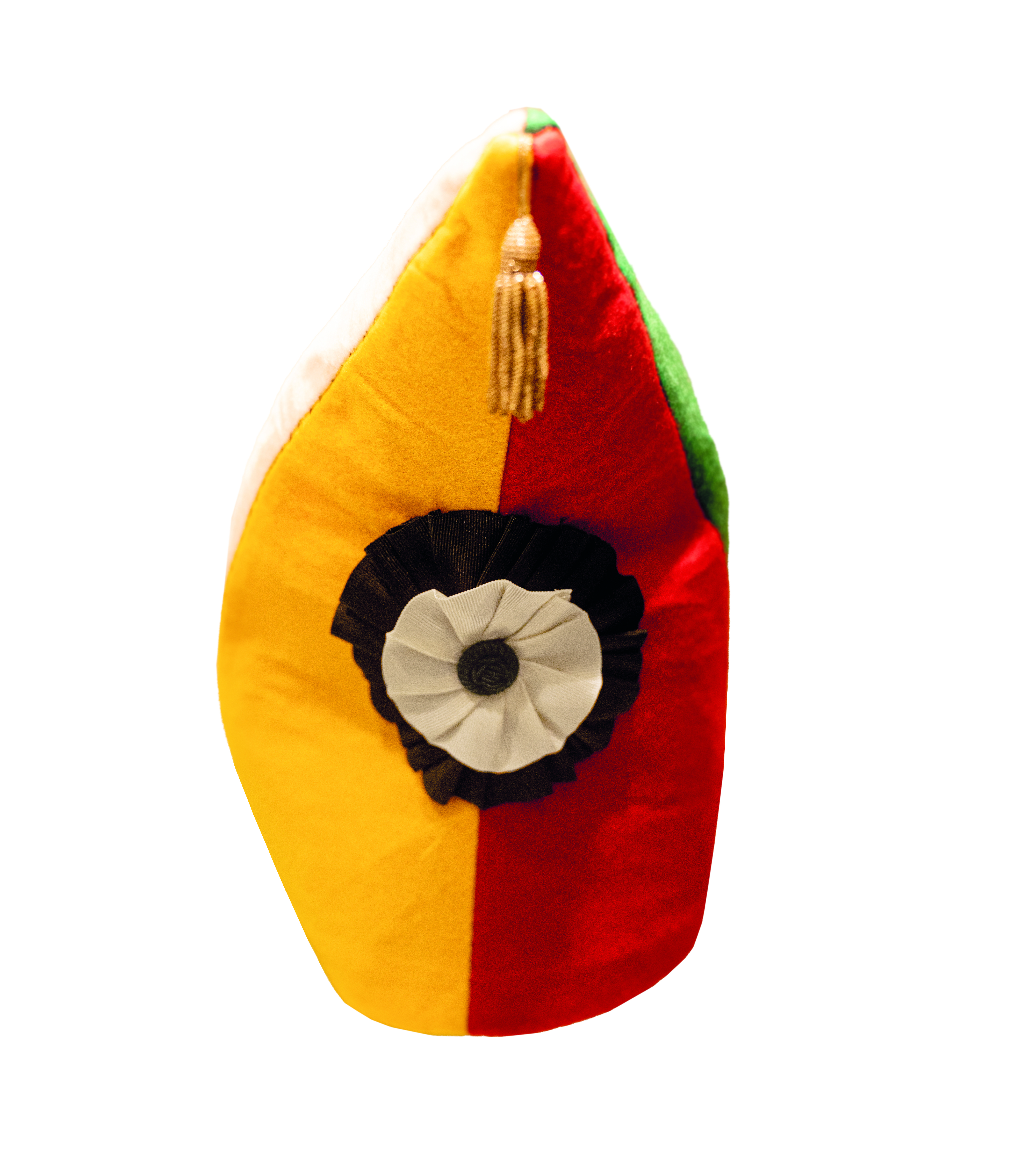
Die erste Kölner Karnevalsmütze aus dem Jahr 1827

Eine Narrenkappe war im späten Mittelalter und in der frühen Neuzeit die typische Kopfbedeckung des Narren. Heute wird auch eine im Karneval oder der Fastnacht häufig getragene Mütze als Narrenkappe bezeichnet, die meist die Zugehörigkeit des Menschen zu einem bestimmten Karnevalsverein zeigt. Nicht selten läuft die Narrenkappe nach oben hin – einem Hahnenkamm ähnelnd – zickzackförmig aus.

## Die Kappe der Hofnarren

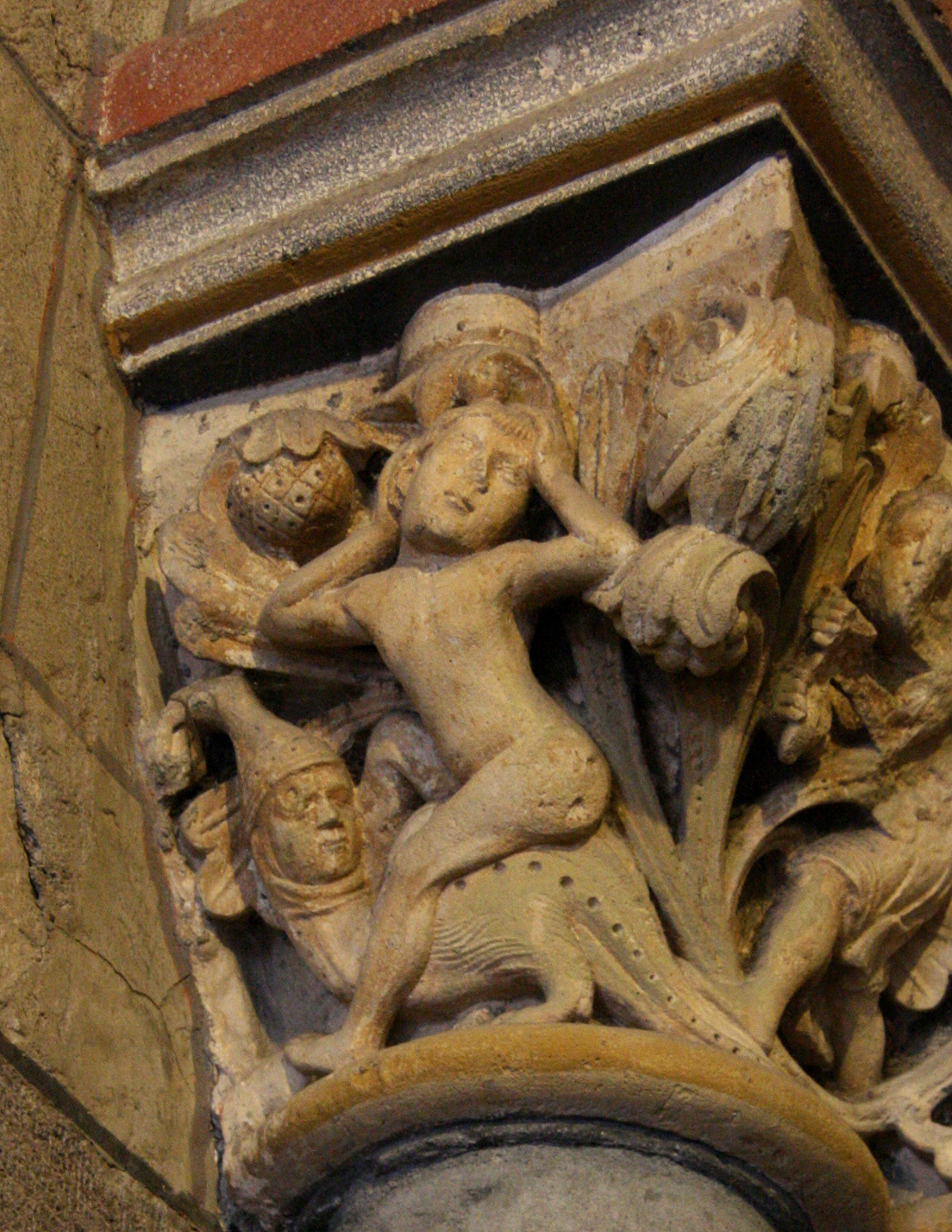
Eine der ältesten bekannten Darstellungen einer Narrenkappe findet sich auf dem Kopf der Schlange an der Abteikirche Maria Laach

Kulturhistorisch begründet sich die Narrenkappe auf der mittelalterlichen Gugel, einer kapuzenartigen Kopfbedeckung des 14. Jahrhunderts. In mittelalterlichen Psalterilluminationen des 13. Jahrhunderts sieht man den Narren oftmals kahlköpfig oder mit sehr wirren Haaren, später auch mit einer Total- oder Kranztonsur. Erst ab dem 14. Jahrhundert erscheint er mit einer Gugel, die sich grundsätzlich nicht unbedingt von den Kopfbedeckungen normaler Personen unterscheidet. Erst die überlange Sendelbinde als Schwanz der Gugel gab den Narren der Lächerlichkeit preis bzw. wurde als Provokation empfunden, nachdem diese aus der Mode gekommen war. Der Narr betritt mit dieser Kleidung erneut den Bereich des gottesfernen Frevlers, der sich mit seiner exzentrischen Gugel bewusst den schlichten Kapuzen der Ordensmönche gegenüberstellt. Eine der ältesten Darstellungen der Narrenkappe findet sich im Paradies der Abteikirche Maria Laach. Eva reitet dort auf einer Schlange, die eine Narrenkappe trägt.
Im Laufe der Zeit entwickelte sich die einzipfelige Gugel zu einer zweizipfeligen, welche sich später zu einer Kappe mit Eselsohren wandelte. Mit den Eselsohren, die an den Enden zusätzlich noch mit Schellen besetzt waren, sah sich der Narr in der Nähe des im Mittelalter nahezu umfassend als negativ bewerteten Esels wieder. Dieser stand neben der Dummheit und Lächerlichkeit auch für eine der Todsünden, die Trägheit.
Erst relativ spät, im 15. Jahrhundert, trat zu den Eselsohren noch ein Hahnenkamm oder -kopf dazu, der auf den Scheitel, also mitten auf der Gugel, angebracht wurde. Anders als der Esel stand der Hahn im Mittelalter je nach Kontext für positive oder negative Dinge. Als Verkörperung eines Lasters bezeichnete der Hahn fast immer nur die sexuelle Begierde des Menschen. Genau in diesem Kontext stand der Narr als der fleischlichen Liebe und Geilheit verfallener Mensch, der sich von der christlichen Nächstenliebe entfernt hat. Auf nicht wenigen Illustrationen wird der Narr gar mit einem vollausgeprägten Penis statt des Hahnes auf der Gugel dargestellt.
Die älteste noch erhaltene Narrenkappe Deutschlands stammt aus dem Jahr 1840 und wurde in Speyer ausfindig gemacht. Sie ist heute im Deutschen Fastnachtmuseum ausgestellt.
Nicht selten steht heute die Narrenkappe für den Karnevalisten oder Fastnachter, manchmal sogar für eine ganz normale Person, die mit ihren Eigenheiten oder Verrücktheiten auffallen. Um diese gewähren zu lassen, wird oft das Sprichwort Jedem Narr sei Kapp (Jeder Narr sollte seine eigene Kappe haben. im Sinne von Soll der doch tun, was er für richtig hält, auch wenn diese Tat nicht der Norm entspricht.) eingesetzt.

## Die Karnevalsmütze

Sitzung des Vorstandes der Großen Karnevalsgesellschaft in Köln (heutige: Die Grosse von 1823) erstmals mit Mützen wohl 1827/1828

Aus diesem Kontext heraus entwickelte sich vor allem im Karneval eine je nach Karnevalsverein einheitliche Narrenkappe, die in vielen Eigenschaften an die ausgeprägten Narrenattribute erinnert. Während die Eselsohren im Laufe der Zeit, wohl hauptsächlich aufgrund der Kompliziertheit des Schneiderns und Nähens, bis zum 19. Jahrhundert vollends verschwanden, hat sich der Hahnenkamm vielerorts bis heute fortgesetzt. Als allgemein verbindliches Kennzeichen aller Mitglieder eines Karnevalsvereins wurde die Kappe aber erst im Jahr 1827 in Köln eingeführt.
Die Idee dazu hatte der preußische Generalmajor Baron Czettritz, Kommandeur der 15. Kavallerie-Brigade in Köln. Die Szene ist in dem Protokollbuch der Großen Karnevalsgesellschaft (heutige: Die Grosse von 1823) aus dem Jahr 1827 ausführlich überliefert.
Der Generalmajor hatte sich bereit erklärt, für den Maskenzug am Fastnachtsmontag „seine sechs Schimmel mit den erforderlichen Pracht-Geschirren, Kutschern und Vorreitern“ zur Verfügung zu stellen. Aus Freude über dieses großzügige Angebot schlugen die Mitglieder der Karnevalsgesellschaft (KG) in der zweiten Generalversammlung am 14. Januar 1827 vor, ihn zum Kölner Bürger zu ernennen.

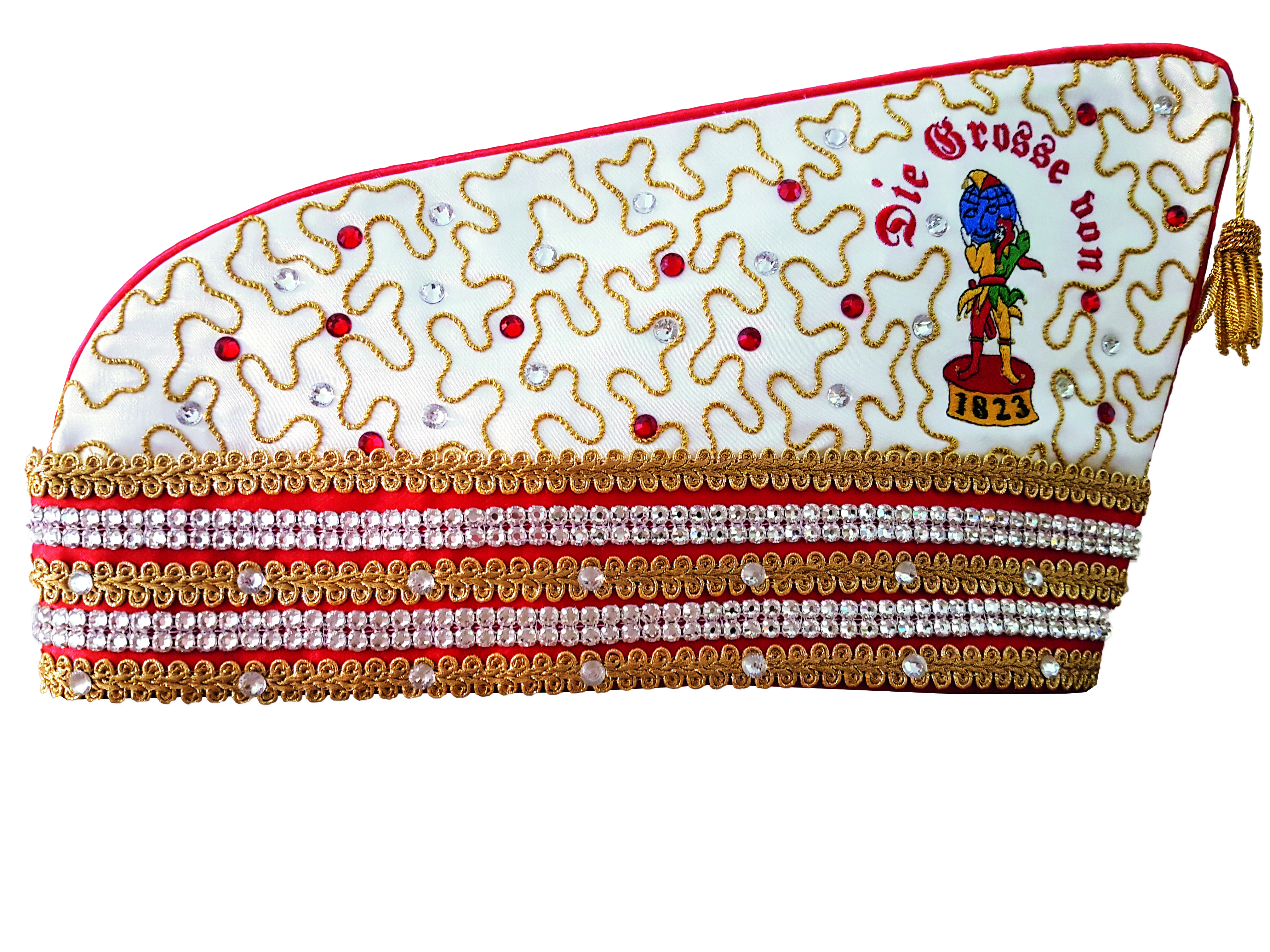
Karnevalsmütze

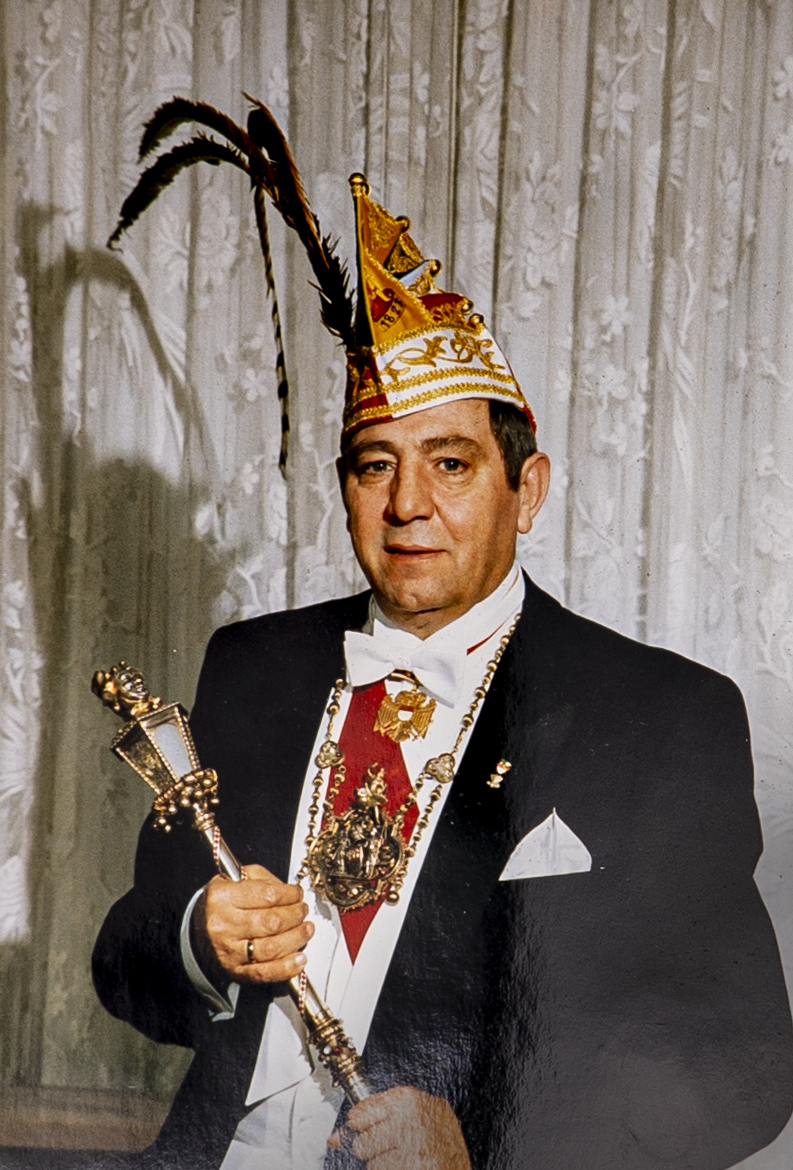
Komiteemütze mit 3 langen Fasanenfedern

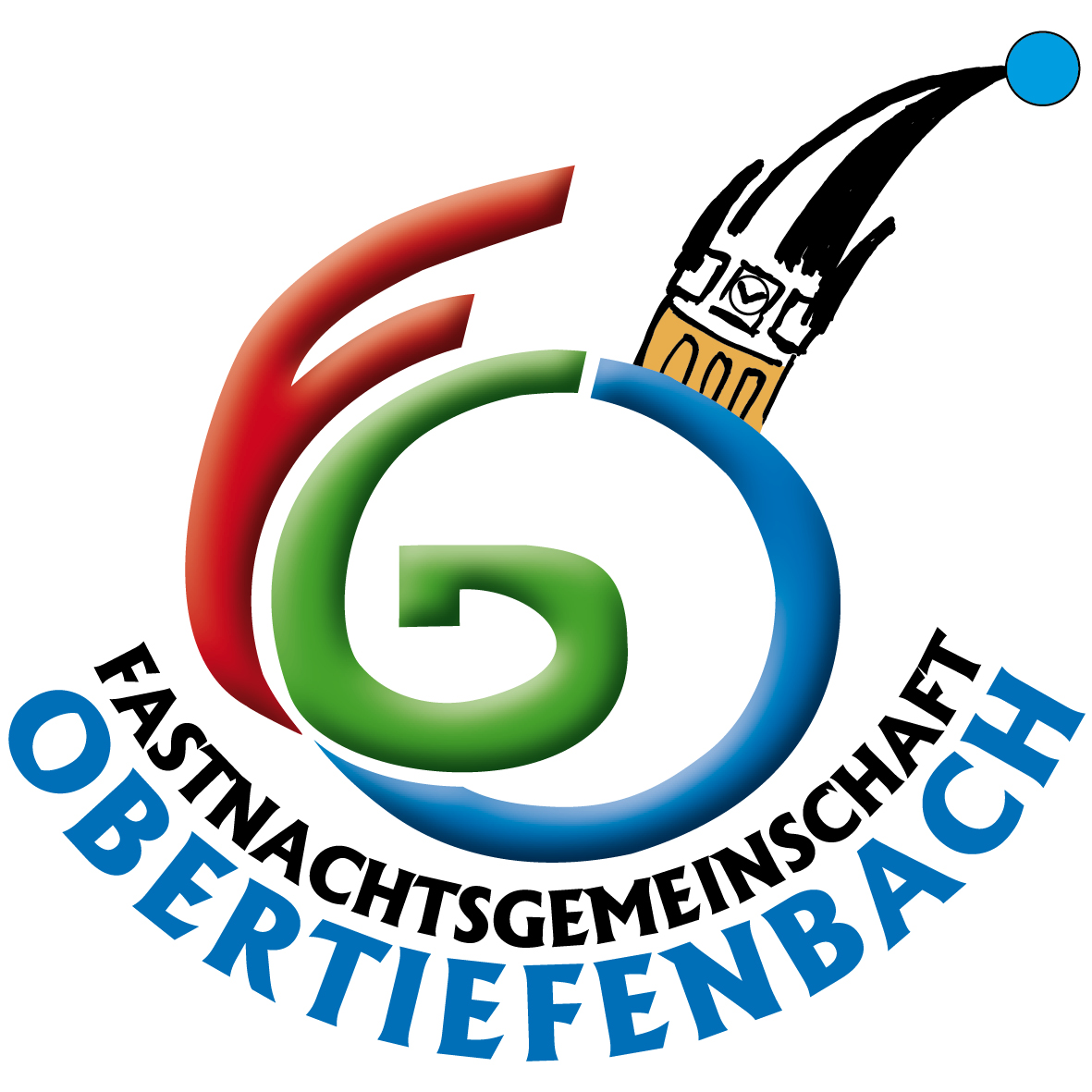
Narrenkappe auf dem Logo der Fastnachtsgemeinschaft Obertiefenbach (FGO)

Von Czettritz bedankte sich, begann seinen Vortrag mit den Worten „Gleiche Brüder, gleiche Kappen“ und schlug vor, „hinführo als Unterscheidungs-Zeichen der Eingeweihten von den Profanen ein kleines buntfarbiges Käppchen“ während der Versammlungen zu tragen, um alle, die „ungerufen eindringen, erkennen, und nach Verdienste abweisen zu können“. Sein Vorschlag wurde von der Generalversammlung der Großen Karnevalsgesellschaft begeistert angenommen, wobei man sich fragte, warum niemand schon früher auf diese Idee gekommen war. Im Jahr 1827 entschied der Vorstand sich für eine hochstehende Kappe mit senkrechten rot-weißen Streifen und grünen und gelben Quästchen.